# Torneo Apertura 2017 (Primera B) - Liga Chacarera de Fútbol
El Campeonato de Primera B de la Liga Chacarera de Fútbol 2017, Torneo Apertura, constituye la segunda división de dicha liga. Como siempre es el torneo que abre el año. Entrega a su vencedor la Copa Presidente Mario Figueroa, en honor al expresidente de Social Rojas que falleció el año pasado.

## Formato

### Competición
- El torneo se realizará entre 10 equipos, en una sola rueda y con el sistema de Todos Contra Todos.
- El equipo que se ubique primero en la tabla de posiciones será el campeón.

## Equipos participantes
| Equipo                                | Ciudad                  | Departamento   |
| ------------------------------------- | ----------------------- | -------------- |
| Ateneo Mariano Moreno                 | San Isidro              | Valle Viejo    |
| Club Deportivo Social Rojas           | Santa Rosa              | Valle Viejo    |
| Club Juventud Unida de La Falda       | La Falda de San Antonio | Valle Viejo    |
| Club Atlético La Tercena              | La Tercena              | Fray M. Esquiú |
| Club Cultural y Deportivo La Carrera  | La Carrera              | Fray M. Esquiú |
| Club Social San Antonio               | San Antonio             | Fray M. Esquiú |
| Club Social y Deportivo Las Pirquitas | Las Pirquitas           | Fray M. Esquiú |
| Club Social y Deportivo Los Altos     | Los Altos               | El Alto        |

## Campeonato

### Tabla de posiciones
| Pos. | Equipo                    | Pts. | PJ | PG | PE | PP | GF | GC | Dif. |
| ---- | ------------------------- | ---- | -- | -- | -- | -- | -- | -- | ---- |
| 01.º | Social Rojas              | 16   | 7  | 5  | 1  | 1  | 15 | 6  | 9    |
| 02.º | La Carrera                | 13   | 7  | 4  | 1  | 2  | 16 | 6  | 10   |
| 03.º | Social Los Altos          | 13   | 7  | 4  | 1  | 2  | 10 | 10 | 0    |
| 04.º | Juventud Unida (La Falda) | 11   | 7  | 3  | 2  | 2  | 14 | 13 | 1    |
| 05.º | Las Pirquitas             | 10   | 7  | 3  | 1  | 3  | 10 | 11 | −1   |
| 06.º | La Tercena                | 7    | 7  | 1  | 4  | 2  | 10 | 10 | 0    |
| 07.º | Social San Antonio        | 5    | 7  | 1  | 2  | 4  | 6  | 13 | −7   |
| 08.º | Ateneo Mariano Moreno     | 1    | 7  | 0  | 1  | 6  | 4  | 16 | −12  |

|  | El equipo que ocupe esta posición se consagrará campeón |

### Fixture
| La Tercena          | 3 - 1 | Social San Antonio | Primo A. Prevedello | 6 de abril  | 14:15 |
| Social Rojas        | 4 - 3 | La Carrera         | Primo A. Prevedello | 7 de abril  | 14:15 |
| Juventud Unida (LF) | 5 - 2 | Las Pirquitas      | Coronel Daza        | 7 de abril  | 14:15 |
| Los Altos           | 2 - 0 | Ateneo M. Moreno   | Club Los Altos      | 29 de abril | 15:30 |

| Las Pirquitas       | 0 - 2 | Los Altos          | Las Pirquitas       | 13 de abril | 15:30 |
| Ateneo M. Moreno    | 0 - 2 | Social Rojas       | Primo A. Prevedello | 16 de abril | 14:15 |
| Juventud Unida (LF) | 1 - 1 | Social San Antonio | Def. de Esquiú      | 16 de abril | 14:15 |
| La Carrera          | 1 - 0 | La Tercena         | Def. de Esquiú      | 19 de Abril | 14:15 |

| Los Altos          | 3 - 1 | Juventud Unida (LF) | Club Los Altos      | 21 de abril | 15:30 |
| Social Rojas       | 1 - 0 | Las Pirquitas       | Coronel Daza        | 22 de abril | 14:15 |
| La Tercena         | 1 - 1 | Ateneo M. Moreno    | Primo A. Prevedello | 22 de abril | 14:15 |
| Social San Antonio | 1 - 3 | La Carrera          | Primo A. Prevedello | 26 de abril | 14:15 |

| Juventud Unida (LF) | 1 - 0 | Social Rojas       | Primo A. Prevedello | 28 de abril | 16:00 |
| Las Pirquitas       | 2 - 2 | La Tercena         | Las Pirquitas       | 28 de abril | 16:15 |
| Ateneo M. Moreno    | 0 - 3 | La Carrera         | Primo A. Prevedello | 6 de mayo   | 14:15 |
| Los Altos           | 0 - 0 | Social San Antonio | Club Los Altos      | 6 de mayo   | 15:30 |

| La Carrera         | 0 - 1 | Las Pirquitas       | Primo A. Prevedello | 12 de mayo | 14:00 |
| La Tercena         | 3 - 3 | Juventud Unida (LF) | Primo A. Prevedello | 13 de mayo | 14:00 |
| Social Rojas       | 4 - 1 | Los Altos           | Coronel Daza        | 13 de mayo | 14:00 |
| Social San Antonio | 2 - 0 | Ateneo M. Moreno    | Primo A. Prevedello | 17 de mayo | 14:00 |

| Social Rojas        | 4 - 1 | Social San Antonio | Primo A. Prevedello | 20 de mayo | 14:00 |
| Los Altos           | 2 - 1 | La Tercena         | Club Los Altos      | 20 de mayo | 15:30 |
| Juventud Unida (LF) | 0 - 2 | La Carrera         | Primo A. Prevedello | 21 de mayo | 14:00 |
| Las Pirquitas       | 3 - 1 | Ateneo M. Moreno   | Las Pirquitas       | 21 de mayo | 15:30 |

| Ateneo M. Moreno   | 2 - 3 | Juventud Unida (LF) | Coronel Daza        | 26 de mayo | 14:00 |
| La Carrera         | 4 - 0 | Los Altos           | Coronel Daza        | 27 de mayo | 14:00 |
| La Tercena         | 0 - 0 | Social Rojas        | Primo A. Prevedello | 27 de mayo | 14:00 |
| Social San Antonio | 0 - 2 | Las Pirquitas       | Primo A. Prevedello | 28 de mayo | 14:00 |

|  |

## Goleadores
| Jugador               | Equipo              | Goles |
| --------------------- | ------------------- | ----- |
| Sergio Altamirano     | La Carrera          | 6     |
| Jonathan Leiva        | La Tercena          | 5     |
| Luis Romano           | Social Rojas        | 4     |
| Ángel Nieva           | Juventud Unida (LF) | 3     |
| Emmanuel Cejas        | Social Rojas        | 3     |
| Facundo Salas         | La Carrera          | 3     |
| Nicolás Roldán        | La Carrera          | 3     |
| Diego Varas           | Social San Antonio  | 2     |
| Franco Vera           | Juventud Unida (LF) | 2     |
| Guillermo Olas        | Social Los Altos    | 2     |
| Gustavo Carrizo       | Social Rojas        | 2     |
| Ignacio Hidalgo       | Las Pirquitas       | 2     |
| Iván Bustos           | Social Rojas        | 2     |
| Renzo López           | Juventud Unida (LF) | 2     |
| Sebastián Barrionuevo | Social Rojas        | 2     |
| Alejandro Imperiales  | Social San Antonio  | 1     |
| Alexander Bazán       | La Carrera          | 1     |
| Andrés Seco           | La Tercena          | 1     |
| Ángel Barrionuevo     | La Tercena          | 1     |
| Ángel Bustamante      | La Tercena          | 1     |
| Braian Denett         | La Carrera          | 1     |
| Brandon Carrasco      | Las Pirquitas       | 1     |
| Brian Castro          | Las Pirquitas       | 1     |
| Carlos Delgado        | Juventud Unida (LF) | 1     |
| Cristian Díaz         | La Tercena          | 1     |
| Cristian Nieva        | Social San Antonio  | 1     |
| Enzo Vega             | La Carrera          | 1     |
| Facundo Moya          | Ateneo M. Moreno    | 1     |
| Gustavo Cejas         | Social Rojas        | 1     |
| Héctor Olea           | Las Pirquitas       | 1     |
| Jonathan Zelarayán    | Ateneo M. Moreno    | 1     |
| José Romero           | Juventud Unida (LF) | 1     |
| José Santucho         | Juventud Unida (LF) | 1     |
| Juan Gauna            | Social Rojas        | 1     |
| Juan Reynoso          | Las Pirquitas       | 1     |
| Lucas Salcedo         | Juventud Unida (LF) | 1     |
| Luis Vega             | Juventud Unida (LF) | 1     |
| Manuel Lencina        | La Carrera          | 1     |
| Matías Morales        | Las Pirquitas       | 1     |
| Maximiliano Álvares   | Ateneo M. Moreno    | 1     |
| Mendoza               | Social Los Altos    | 1     |
| Mezavilla             | Social Los Altos    | 1     |
| Misael Luna           | Social Los Altos    | 1     |
| Rubén Imperiales      | Social San Antonio  | 1     |
| Rubén López           | Juventud Unida (LF) | 1     |
| Sebastián Quinteros   | Social Rojas        | 1     |